# Anthurium cordifolium
Anthurium cordifolium är en kallaväxtart som först beskrevs av Constantine Samuel Rafinesque, och fick sitt nu gällande namn av Carl Sigismund Kunth. Anthurium cordifolium ingår i släktet Anthurium och familjen kallaväxter. Inga underarter finns listade.